# Stone
Stone je priimek več oseb:
- John Southam Wycherley Stone, britanski general
- Robert Graham William Hawkins Stone, britanski general